# Secundus der Schweigsame
Secundus der Schweigsame war angeblich ein antiker griechischer Philosoph. Er soll im frühen 2. Jahrhundert n. Chr. zur Zeit Kaiser Hadrians in Athen gelebt haben. Da der einzige Beleg für seine Existenz eine legendenhafte Biographie ist, kann nicht mit Sicherheit festgestellt werden, ob es sich tatsächlich um eine historische Gestalt handelt. Der Philosoph Secundus ist nicht zu verwechseln mit dem gleichnamigen athenischen Rhetor, zu dessen Schülern Herodes Atticus gehörte. Der Beiname „der Schweigsame“ ist modern; in den Quellen wird er „der Philosoph Secundus“ oder „der schweigende Philosoph Secundus“ genannt. 

## Legende
In der Biographie des Secundus, die ein anonymer Autor im 2. oder frühen 3. Jahrhundert schrieb, wird sein Leben folgendermaßen geschildert. Secundus wuchs fern von seinem Elternhaus als Pflegekind auf. Er hörte oft die Behauptung, jede Frau sei käuflich und Keuschheit sei nur möglich, wenn sie im Verborgenen lebe. Als er zum Mann herangewachsen war, kehrte er nach dem Tod seines Vaters in seine Heimat zurück und führte das Leben eines Philosophen der kynischen Richtung. Er begab sich in sein Elternhaus, wo ihn niemand erkannte. Um die Richtigkeit jenes Ausspruchs über die Frauen zu überprüfen, machte er seiner Mutter über eine ihrer Mägde ein Angebot von 50 Goldstücken für eine Nacht. Sie nahm den Vorschlag des vermeintlichen Fremdlings an, und er verbrachte die Nacht mit ihr, doch ohne Geschlechtsverkehr. Am Morgen enthüllte er ihr, dass er ihr Sohn war. Darauf schämte sie sich so, dass sie sich erhängte. Als Secundus sah, dass seine Worte ihren Tod verursacht hatten, beschloss er, den Rest seines Lebens schweigend zu verbringen. An diesen Vorsatz hielt er sich bis zu seinem Lebensende. Der Biograph bezeichnet diese Lebensweise als die „pythagoreische“, was allerdings nicht zutrifft, denn bei den Pythagoreern wurde nicht lebenslang geschwiegen, sondern – wenn überhaupt – nur während einer Probezeit vor der Aufnahme in die engere Gemeinschaft.
Als Kaiser Hadrian nach Athen kam, ließ er Secundus kommen, um die Standhaftigkeit des Philosophen zu prüfen, und forderte ihn auf, seine Lehre darzulegen. Secundus schwieg beharrlich. Darauf wurde er wegen Missachtung des Kaisers zum Tode verurteilt. Hadrian gab dem Scharfrichter die Anweisung, den Verurteilten auf dem Weg zur Hinrichtungsstätte zum Reden zu bringen. Wenn dies gelinge, solle er ihn köpfen, anderenfalls jedoch unverletzt zurückbringen. Secundus brach sein Schweigen bis zuletzt nicht, obwohl ihm Begnadigung in Aussicht gestellt wurde. Daher wurde er zum Kaiser zurückgebracht. Nun schlug ihm Hadrian vor, auf einer Schreibtafel zu antworten. Diesen Vorschlag nahm Secundus an. Er beantwortete auf diese Weise zwanzig Fragen des Kaisers. Seine Antworten machen den Rest der Biographie aus; von seinem weiteren Schicksal erfährt man nichts.
Alle Fragen folgen dem gleichen Schema: „Was ist das Universum?“, „Was ist der Ozean?“, „Was ist Gott?“ usw.; die letzte lautet: „Was ist der Tod?“ Secundus antwortet auf jede Frage mit einigen knappen Definitionen oder Charakterisierungen oder teils poetischen Umschreibungen im Stil von Sinnsprüchen (Gnomen). Dabei macht er reichlich vom Stilmittel Oxymoron Gebrauch. Inhaltlich lassen sich die Antworten nicht durchgängig einer bestimmten philosophischen Schule zuordnen.
Der Handlungsablauf ist vom Ödipus-Mythos beeinflusst.

## Rezeption

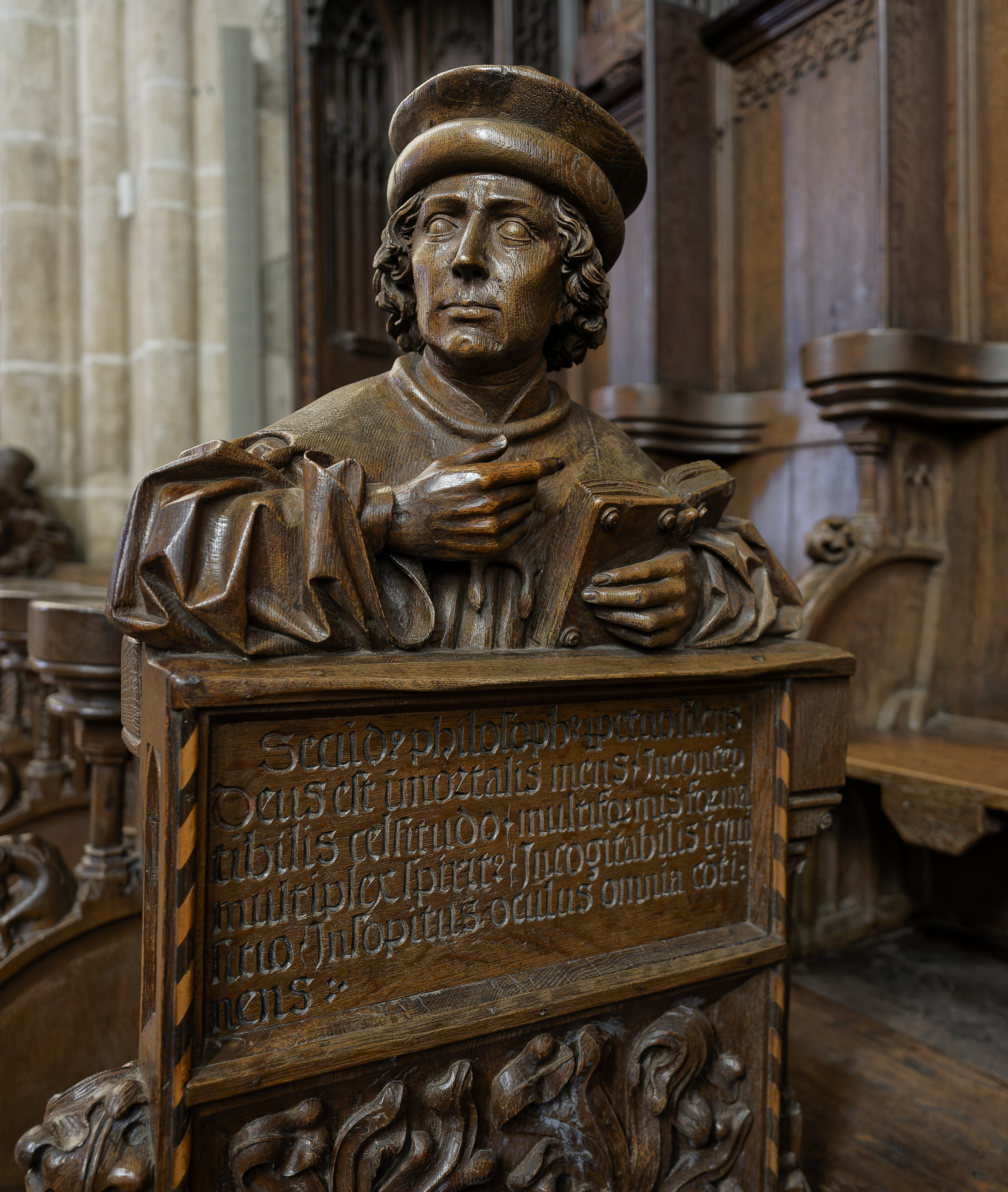
Secundusbüste im Chorgestühl des Ulmer Münsters

Der älteste Beleg für die Existenz der griechischen Biographie ist ein Papyrusfragment aus dem 3. Jahrhundert. Der vollständige Text ist nur in einer einzigen Handschrift aus dem 11. Jahrhundert überliefert; die übrigen griechischen Handschriften enthalten nur die Fragenbeantwortung. Der Magister Willelmus Medicus, der später Mönch in der Abtei Saint-Denis wurde, brachte die vollständige Handschrift im Jahr 1167 aus Konstantinopel nach Frankreich. Er fertigte eine lateinische Übersetzung (Vita Secundi philosophi) an, die populär wurde, wie die zahlreichen Handschriften zeigen. Eine gekürzte Fassung dieser Übersetzung nahm im 13. Jahrhundert Vinzenz von Beauvais in seine populäre Enzyklopädie Speculum historiale auf. Im Liber de vita et moribus philosophorum aus dem frühen 14. Jahrhundert, einer im Spätmittelalter außerordentlich beliebten doxographisch-biographischen Darstellung des nichtchristlichen antiken Geisteslebens, ist ein Kapitel Secundus gewidmet. Er war so bekannt, dass seine Büste mit einem Zitat (Antwort auf die Frage „Was ist Gott?“) im spätgotischen Chorgestühl des Ulmer Münsters eingeschnitzt wurde. Die Popularität des Stoffs im Mittelalter hing unter anderem damit zusammen, dass die Todesbereitschaft des Secundus damalige Leser an die Haltung christlicher Märtyrer erinnerte. Außerdem waren Sammlungen von kurzen Fragen und Antworten auch sonst in der lateinischen und volkssprachlichen mittelalterlichen Literatur verbreitet.
Auf dem lateinischen Text der Biographie fußen zwei spätmittelalterliche deutsche Bearbeitungen: eine thüringische in 518 Reimpaarversen und eine in Prosa in der Tafel vom christlichen Glauben und Leben, der deutschen Fassung eines Werks des niederländischen Dominikaners Dirk van Delft (15. Jahrhundert). Im 16. Jahrhundert schrieb Hans Sachs eine zusammenfassende Version der Erzählung. Aus dem Spätmittelalter stammen auch zwei altspanische, sechs altfranzösische, eine isländische und vier italienische Fassungen, die teils Übersetzungen, teils mehr oder weniger freie Bearbeitungen sind (teilweise als Bestandteile größerer Werke).
Von der Beliebtheit des Stoffs im Mittelalter zeugen auch Übersetzungen in weitere Sprachen: ins Syrische, Armenische, Arabische und Äthiopische. Die äthiopische Fassung fußt auf einer arabischen, die eine freie Bearbeitung der griechischen Originalversion ist; beide waren ausschließlich in christlichen Kreisen verbreitet und enthalten umfangreiche Zusätze zum ursprünglichen griechischen Text.

## Textausgaben
- Ben Edwin Perry (Hrsg.): Secundus the Silent Philosopher. Ithaca (N.Y.) 1964 (Ausgabe des griechischen Textes mit englischer Übersetzung sowie lateinische, syrische, armenische und arabische Fassung, die drei letztgenannten jeweils mit englischer Übersetzung; äthiopische Fassung nach einer älteren Ausgabe mit lateinischer Übersetzung)
- Lloyd William Daly, Walther Suchier (Hrsg.): Altercatio Hadriani Augusti et Epicteti philosophi. Urbana (Illinois) 1939 (S. 147–160 Edition der lateinischen Secundusbiographie, S. 162–166 Handschriftenverzeichnis)